# Ravivimal Jaywardene
Ravindra Vimal „Ravivimal” Jaywardene (ur. 22 kwietnia 1936, zm. 2 kwietnia 2017 w Kolombo) – cejloński strzelec, olimpijczyk. 

## Kariera sportowa
Brał udział w igrzyskach olimpijskich w 1964 (Tokio). Wystąpił tylko w konkurencji karabinu małokalibrowego leżąc z odl. 50 metrów, w której zajął 72. miejsce (na 73 strzelców). Wyprzedził jedynie Pakistańczyka Aziza Ahmeda Chaudhry; trzy pozycje wyżej znalazł się jego rodak Habarakadage Perera. 
Wystąpił na Igrzyskach Imperium Brytyjskiego i Wspólnoty Brytyjskiej 1966. Zajął tam 24. miejsce w tej samej konkurencji, a także 29. miejsce w strzelaniu z karabinu wielkokalibrowego.

## Wyniki olimpijskie
| Igrzyska | Konkurencja                       | Wynik                           | Miejsce    | Źródło |
| -------- | --------------------------------- | ------------------------------- | ---------- | ------ |
| IO 1964  | Karabin małokalibrowy leżąc, 50 m | 568 punktów (93-97-93-94-95-96) | 72 (na 73) | [ 4 ]  |

## Rodzina
Był jedynym dzieckiem prezydenta Sri Lanki Juniusa Richarda Jayewardene.